# Aufbruch (2018)
Aufbruch ist ein Spielfilm des österreichischen Film- und Theaterregisseurs Ludwig Wüst. Er hatte im Februar 2018 bei den 68. Internationalen Filmfestspielen Berlin seine Weltpremiere und kam im März 2019 in die österreichischen Kinos. Der Film wurde vom österreichischen Bundeskanzleramt und der Stadt Wien gefördert.
Aufbruch erschien gemeinsam mit Das Haus meines Vaters 2019 auf DVD in der Edition Der österreichische Film.
Der Film handelt von der Begegnung zwischen einer Frau und einem Mann, die sich weitgehend sprachlos wie in einem Roadmovie auf eine gemeinsame Reise begeben.
Wüst nennt auf der Website des Films als eine Inspirationsquelle das japanische Konzept des  Mono no aware, der Trauer um die Vergänglichkeit der Dinge.

## Handlung
Ein Mann, Anfang 50, steht an einem Bahngleis und brüllt einen vorbeifahrenden Zug an. Dann geht er zu einem gelben Dreiradmofa und fährt davon. Kurz darauf entdeckt er neben der Straße auf einer Bank eine schlafende Frau, Anfang 60. Er steigt aus und weckt sie. Zusammen fahren sie weiter, ohne miteinander zu sprechen. Sie begeben sich zu einer Tischlerwerkstatt. In den verlassenen Räumen liegen auf einer Werkbank zwei unbearbeitete Bretter, die die Frau vor Monaten bestellt, aber nicht erhalten hatte. Der Mann bearbeitet die Bretter fachmännisch und baut ein Kreuz. Anschließend fahren sie weiter und erreichen in einem kleinen Ort ein altes, verlassenes Haus. Es ist das Haus der Mutter der Frau. Sie holt ein letztes Erinnerungsstück aus dem Haus, da es in der Woche darauf abgerissen werden soll. Danach setzen sie ihre Fahrt fort, bis der Motor des Dreirads eingeht. Zu Fuß erreichen sie ein Kartoffelfeld, welches kürzlich abgeerntet wurde. Der Mann findet einige liegengebliebene Kartoffel und steckt sie ein. Sie gelangen an das Ufer eines Flusses und steigen in eine dort liegende Zille. Mit der Zille erreichen sie einen verlassenen Frachthafen. Sie gehen an Land, machen ein Feuer, braten und essen die Kartoffel. Die Reise scheint an ihr Ende gekommen zu sein. Sie trinken Schnaps und Milch und nun entsteht ein erster Dialog. Der Mann geht kurz weg, um sich zu erleichtern. Als er zurückkommt, ist die Frau tot. Er beerdigt sie sogleich im Hafenbecken. Dann hält er Totenwache, bis es finster geworden ist. Schließlich steht er auf und verschwindet in der Dunkelheit.

## Kritiken
Für den Tagesspiegel lebt der Film von seiner Reduktion: „Ein Tag, zwei Figuren, drei Orte. Es ist ein Roadmovie der Innerlichkeit … trotz der Düsternis verfällt dieser nüchterne Film nie in Pessimismus.“
Das Profil schreibt anlässlich der  68. Berlinale: „Ludwig Wüst, einer der großen Außenseiter des heimischen Kinos, legt mit Aufbruch seinen bislang wohl zugänglichsten Film vor: ein Road-Movie zweier Angeschlagener, Heimatloser. Wüst selbst spielt den schweigsamen Helden, der zufällig an eine einsame Frau (Claudia Martini) gerät, mit der er ein letztes, sehr präzise choreografiertes Reise-Stationendrama absolviert. Mit großer Ruhe zelebriert Wüst die Schönheit des Desolaten, die erzählerische Kraft des Fragmentarischen.“
In der TAZ wird besonders auf die Tonebene eingegangen. Der Film verlege „seine Ausdrucksmittel auf die Ebene einer medialen Sinnlichkeit, die hier besonders das Ohr und die Hand affiziert. Eine durch und durch konkrete, realistische Ästhetik vermittelt diese Haptik: als Arbeit der Hand, der Tischlerhand auf Holz, der Malerhand mit Wandfarbe. Bilder und Berührungen, die bleiben.“
Der Standard schreibt: „Aufbruch durchmischt nun das Schwere und Leichte. Die Passage der Figuren kommt immer wieder in Szenen zur Ruhe, in denen praktische Dinge verrichtet werden – Wüst, selbst gelernter Tischler, fertigt etwa ein Kruzifix. Die Symbolik solcher Objekte wird nur angedeutet, sie wechseln sogar ihre Funktionen. Die Breitwandbilder und ein markantes Sounddesign garantieren, dass man immer mehr in den Sog dieser mythenhaften Fluchtbewegung gerät.“
Der ORF notiert im Rahmen der Diagonale Graz: „Aufbruch ist so direkt und körperlich, wie ein Film nur sein kann, und so metaphysisch, wie es das Kino zulässt, ein Film über das Vergehen von Zeit, über die Dinge und die Gesten und die Gewohnheiten, die verschwinden. Es ist ein behutsamer Film, der zum Innehalten und zum Schauen zwingt, von einer Reise zu den letzten Dingen, über das Vergehen von Zeit und das Vergängliche, über das Menschsein, und vielleicht auch: Über das Gebrauchtwerden, auch wenn man längst glaubt, zu den Überflüssigen zu gehören.“
Die Presse schreibt zum Kinostart: „Typisch für Wüsts vornehmlich am europäischen Kunstkino geschulte Ästhetik sind die minimalistische Erzählweise, die Reduktion auf die Körperlichkeit der Darsteller und die langen, präzise komponierten Kameraeinstellungen, die den Blick für die Sinnlichkeit von Landschaften, Details und Tätigkeiten mit den Händen schärfen. Wenn der Mann in einer alten Tischlerei aus zwei Holzbrettern ein Kruzifix zimmert, das er später zum Feuermachen verwenden wird, oder die Frau eine vergilbte Tapete in ihrem verwaisten Elternhaus bloßhändig mit weißer Farbe bemalt, sind die Anspielungen – auf christliche Passion bzw. unbespielte Kinoleinwand – vielleicht zu eindeutig; die sensuelle Hervorhebung des Hämmerns und Kratzens würde ohne die offensichtliche Symbolik besser wirken. Trotzdem: ein intensiver, kluger, formal origineller Film, für den cinephile Melancholiker viel übrig haben werden.“